# Aimar Labaki
Aimar Labaki (8 de diciembre de 1960) es dramaturgo, director, guionista, ensayista y traductor brasileño
Como dramaturgo escribió todo en el frente occidental, que dirigió en 1992, Vermut, dirigida por Gianni Ratto, 1998; El Bueno (publicado por Boitempo en 1999 [1]), dirigida por Ivan Feijó, 1999; Línea de pirata, 2000, y Motorboy de 2001, dirigido por niños y adolescentes Deborah Dubois, "Speak" en "La Putanesca" Dirigida por Marco Antonio Rodrigues, 2002, "La poda /" Una Notte Intera ", dirigida por Deborah Dubois, el Festival Intercity, Florencia, Italia, 2004 - y con el título "Proving Ground", dirigida por Gilberto Gavronski, RJ, 2007, "Huellas", dirigida por Roberto Alvim, RJ, 2005, "El ángel del Pabellón Cinco", sobre la base de inéditos de Drauzio Varella, dirigida por Emilio de Biasi, 2006; "Miranda y la ciudad", dirigida por Rodrigo Matheus, 2008: "MSTesão", dirigida por él mismo, en 2008 y "Marlene Dietrich-Las piernas del siglo" (dirigida por William Pereira , Río de Janeiro), entre la novela se compone de: Allegro Ma Non Troppo y "El Gancho", ambos de 1996; puta o Renée, 2000, y Heather fuerte, basada en el libro de Erika Palomino, 2001..
Telenovelas escribió Zaza (1997) y ¿Quién eres tú? (1996) en colaboración con Lauro César Muniz.
Él escribió el documental Brasil 500 - El redescubrimiento de la serie (TV/2000). Fue guionista de la televisión Cine conocimiento del programa (1998-2003).
Participó en la adaptación de la novela Seus Olhos (telenovela) puestos en la red SBT.
En 2006 y 2007, escribió la novela pasiones prohibidas en la TV Bandeirantes, vagamente basada en obras Condenado Amor y Misterios de Lisboa de Camilo Castelo Branco.
En 2006, dirigió, traducido y adaptado "uñas en las pruebas," a partir del texto "Nails Palpitaciones en el suelo con la frente" de Eric Bogosian. Hugo Possolo espectáculo en solitario, producido por Parlapatões.
En 2007 dirigió el juego de la vida de gracia. El elenco: Nathalia Timberg, Graziella Moretto, Emilio Orciollo Netto, Fabio Azevedo, Enio Gonçalves, Eliana Rocha, Clara Carvalho en Sao Paulo.
En 2008, escribió y dirigió la MSTesão jugar con Luciana Domschke, Augusto Pompeo, Mario César Murillo y Carraro Camargo.
Es coautor del registro paralelo telenovela Network Power.
- Datos: Q8192265